# Moritz (Sachsen-Zeitz)

Herzog Moritz von Sachsen-Zeitz mit Allongeperücke, Harnisch und Schärpe, über ihm der Fürstenhut, zeitgenössischer Stich

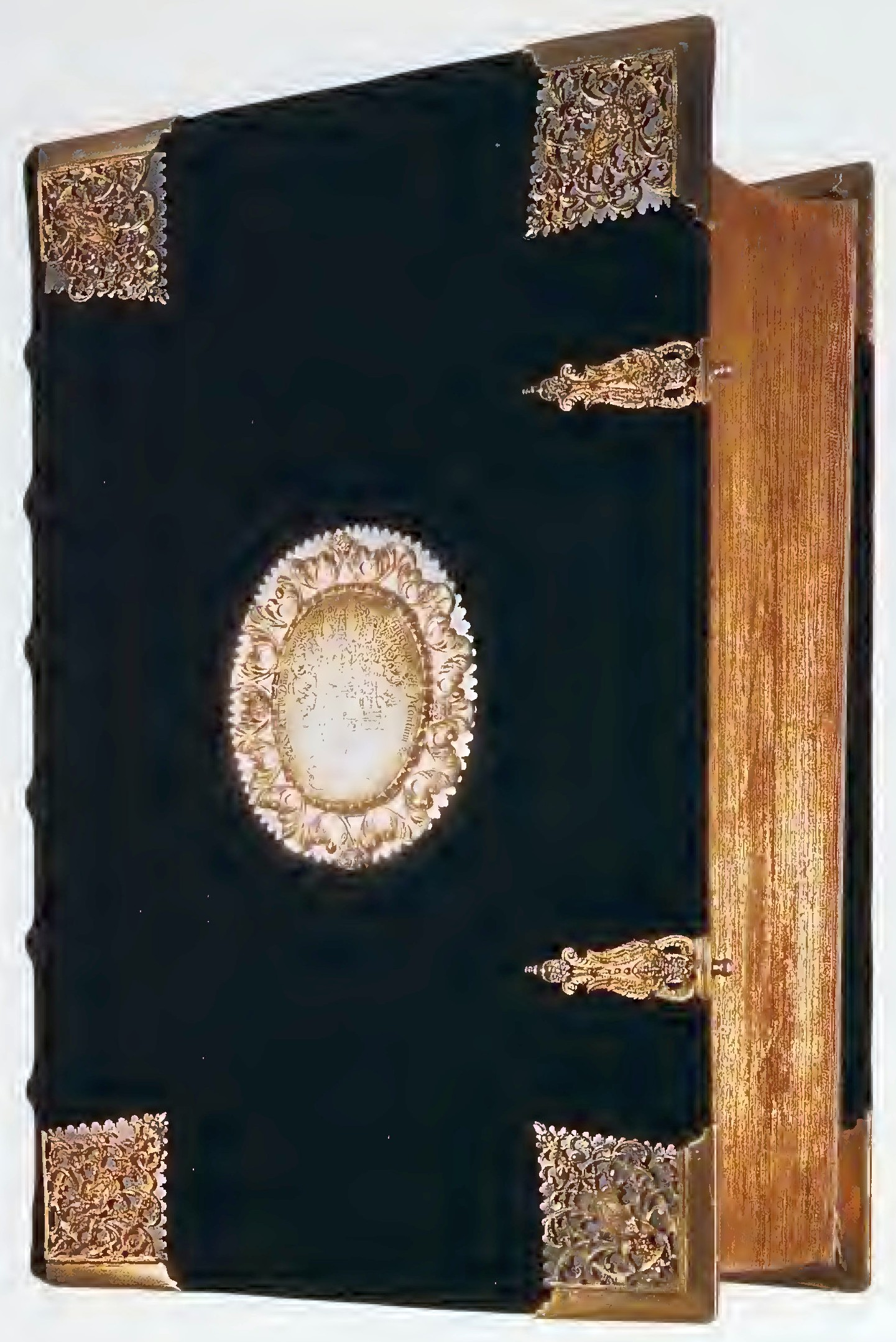
Bibel von Moritz von Sachsen-Zeitz mit seinem Wappen

Moritz von Sachsen-Zeitz (* 28. März 1619 in Dresden; † 4. Dezember 1681 in Zeitz) war ein der albertinischen Linie des Hauses Wettin entstammender Herzog des Sekundogeniturfürstentums Sachsen-Zeitz.

## Leben
Er war der Sohn des Kurfürsten von Sachsen Johann Georg I. und dessen Ehefrau Magdalena Sibylle, einer Tochter von Herzog Albrecht Friedrich von Preußen. Die Herzöge August von Sachsen-Weißenfels, Christian von Sachsen-Merseburg und der Kurfürst Johann Georg II. von Sachsen waren seine Brüder.
Zusammen mit seinen Brüdern wurde Moritz am Hof in Dresden erzogen. Unter seinen Hauslehrern nahm Hofmarschall Kurt von Einsiedel eine herausragende Rolle ein. Von August 1642 bis September 1645 unternahm Moritz zusammen mit seinem Bruder Christian eine Grand Tour durch Norddeutschland und die Niederlande. Dort schloss er sich Prinz Heinrich Friedrich von Oranien an und nahm mit ihm an der Belagerung von Gent teil.
1645 wurde Herzog Moritz durch Fürst Ludwig I. von Anhalt-Köthen in die Fruchtbringende Gesellschaft aufgenommen. Der Fürst verlieh ihm den Gesellschaftsnamen der Sittsame und das Motto im Wirken. Als Emblem wurde ihm die Wurzel Jalapium (Ipomea L.) zugedacht. Im Köthener Gesellschaftsbuch findet sich Herzog Moritz’ Eintrag unter der Nr. 450. Dort ist auch das Reimgesetz verzeichnet, das er anlässlich seiner Aufnahme verfasste:
Die wurtzel so da wird Jalapium genant
Hat in dem wircken sich gar sitsam stets erzeiget
Drum ich der Sitsam’ heiß’ auch sol mir anverwant
Die Sitsamkeit fort sein. Dan diese tugend steiget
Und geht dem Pralen vor, wo sie nun wird erkant,
Da ist und muß ihr ein, ein iederman geneiget,
So laßet Sitsam uns in lieb’ und leiden sein
Wirckt guter sitten frucht in mir jahr aus jahr ein.
1647 betraute man ihn mit der Ballei Thüringen des deutschen Ordens.
Im Testament des Kurfürsten Johann Georg I. von Sachsen wurde am 20. Juli 1652 in Dresden verfügt, dass seine drei jüngeren Söhne Sekundogeniturfürstentümer erhalten sollten. Im September 1653 wurde er zum Administrator des Stifts Nauenburg ernannt. Nachdem der Kurfürst am 8. Oktober 1656 gestorben war, wurde am 22. April 1657 in Dresden der „Freundbrüderliche Hauptvergleich“ sowie 1663 ein weiterer Vergleich geschlossen, in dem die drei Territorien und die zugehörigen Hoheitsrechte endgültig abgegrenzt wurden. Er bezog 1657 das neuerbaute Schloss Moritzburg

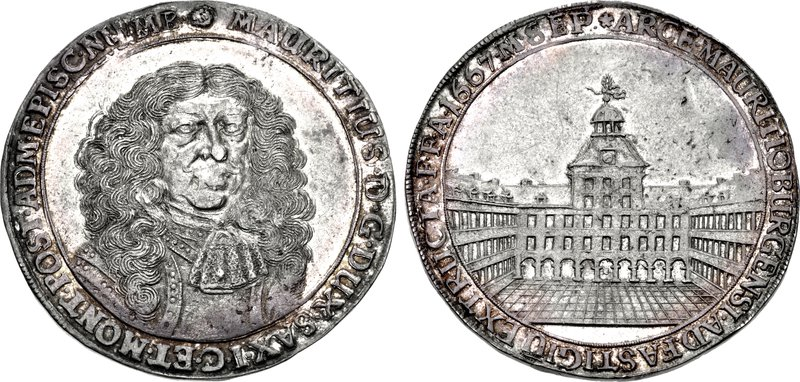
Herzog Moritz, Taler von 1667 auf den Bau von Schloss Moritzburg in Zeitz

Das neu geschaffene Fürstentum umfasste das Hochstift Naumburg, das Amt Tautenburg, den albertinische Anteil der Grafschaft Henneberg, und Ämter aus dem Neustädtischen Kreis und Vogtländischen Kreis. Moritz’ Titel war Herzog von Sachsen, Jülich, Kleve und Berg, postulierter Administrator des Bistums Naumburg. Um als solcher repräsentieren zu können, ließ Herzog Moritz ab 1657 in Zeitz auf dem Areal der weitgehend zerstörten Bischofsburg das Schloss Moritzburg an der Elster errichten. Er bemühte sich in seiner Regierungszeit die im Dreißigjährigen Krieg verwüsteten Ländereien wieder aufzubauen. So förderte er die Landwirtschaft, Handel, Gewerbe, Innungswesen, beseitigte die Kriegsschäden und baute z. B. zusammen mit seiner Frau die Stiftsschule in Zeitz wieder auf. Mit dem Staatswissenschaftler und Theologen Veit Ludwig von Seckendorff hatte Moritz einen bedeutenden Kanzler und Konsistorialpräsidenten an seiner Seite. Als Hofprediger wirkte der Dramatiker Johann Sebastian Mitternacht an seinem Hof. Am 1. August 1670 brach er sich bei einem Jagdunfall den Schenkel, der Bruch heilte zwar blieb aber über die Jahre ein Problem.
Am 15. Oktober 1672 erhielt er vom sächsischen Kurfürsten ein neuerrichtetes Kavallerieregiment. 1674 kommandierte er das Regiment sowie zwei Regimenter Infanterie im Rahmen des Holländischen Kriegs im Feldzug im Reich. Das Corps stand im Januar 1675 am Neckar und zog in das Elsass. Moritz wurde aber schon im Januar nach Zeits zurückgerufen. Er leistete keinen weiteren Felddienst, wurde aber 1677 zum Generalmajor befördert.
Im Alter von 62 Jahren starb Herzog Moritz von Sachsen-Zeitz am 4. Dezember 1681 auf Schloss Moritzburg. In seinem Testament stiftete er 10.000 Gulden für den Bau und den Unterhalt eines Waisenhauses. Sein ältester Sohn Moritz Wilhelm folgte ihm unter Vormundschaft als Herzog von Sachsen-Zeitz auf dem Thron.

## Ehe und Nachkommen

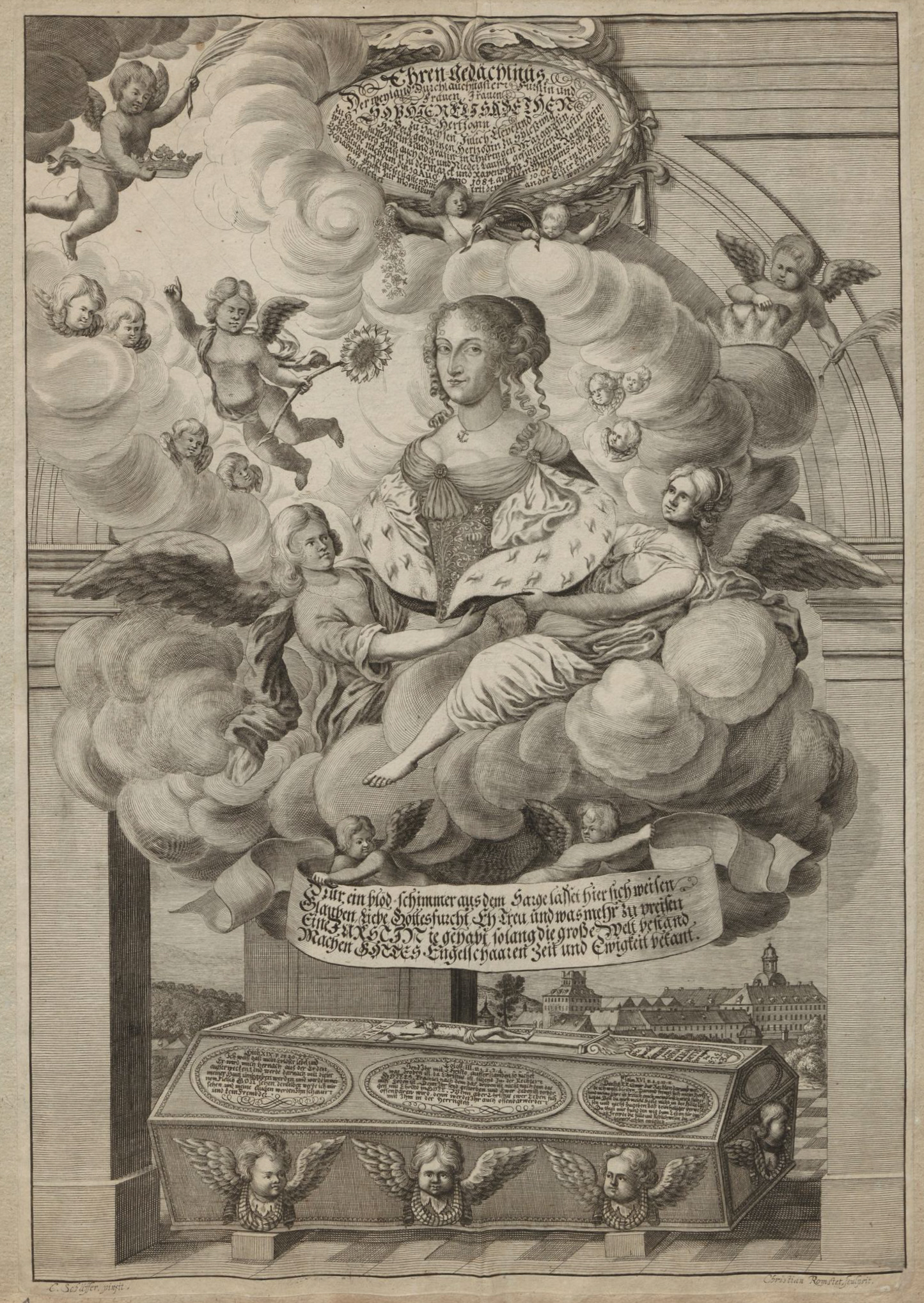
„Ehren-Gedächtnüs“ für die dritte Ehefrau Motiv: Sophie Elisabeth († 1684) mit einer Ansicht des Sarkophags vor dem Hintergrund von Schloss Moritzburg in Zeitz, Kupferstich von Christian Romstet

Seine erste Ehe schloss er am 19. November 1650 in Dresden mit Sophie Hedwig, der Tochter Philipps, Herzog von Schleswig-Holstein-Sonderburg-Glücksburg aus dessen Ehe mit Sophie Hedwig von Sachsen-Lauenburg. Sophie Hedwigs Schwester Christiana heiratete in einer Doppelhochzeit gleichzeitig Moritz Bruder Christian.
Aus der Verbindung zwischen Moritz und Sophie Hedwig gingen folgende Kinder hervor:
- Johann Philipp (* 12. November 1651 in Dresden; † 24. März 1652 ebenda), Erbprinz von Sachsen-Zeitz
- Moritz (* 26. September 1652 in Dresden; † 10. Mai 1653 ebenda), Erbprinz von Sachsen-Zeitz

Vier Jahre nach dem Tod seiner ersten Frau schloss er am 3. Juli 1656 in Weimar seine zweite Ehe mit Dorothea Maria, der Tochter des Herzogs Wilhelm von Sachsen-Weimar aus dessen Ehe mit Eleonore Dorothea von Anhalt-Dessau.
Aus der Verbindung zwischen Moritz und Dorothea Maria Hedwig gingen folgende Kinder hervor:
- Eleonore Magdalene (* 30. Oktober 1658 in Weimar; † 26. Februar 1661 in Dresden), Prinzessin von Sachsen-Zeitz
- Erdmuth Dorothea (1661–1720), Prinzessin von Sachsen-Zeitz ⚭ Christian II., Herzog Sachsen-Merseburg
- Moritz Wilhelm (1664–1718), Herzog von Sachsen-Zeitz ⚭ Maria Amalia von Brandenburg-Schwedt
- Johann Georg (* 27. April 1665 auf Schloss Moritzburg in Zeitz; † 5. September 1666 ebenda), Prinz von Sachsen-Zeitz
- Christian August (1666–1725), Prinz von Sachsen-Zeitz, Kardinal-Erzbischof von Gran, Bischof von Raab, Primas von Ungarn und kaiserlicher Prinzipalkommissar beim Immerwährenden Reichstag
- Friedrich Heinrich (1668–1713), Herzog von Sachsen-Zeitz-Pegau-Neustadt ⚭ (I) Sophie Angelika von Württemberg-Bernstadt und ⚭ (II) Anna Friederike Philippine von Schleswig-Holstein-Sonderburg-Wiesenburg
- Maria Sophia (* 3. November 1670 auf Schloss Moritzburg in Zeitz; † 31. Mai 1671 ebenda), Prinzessin von Sachsen-Zeitz
- Magdalena Sibylla (* 7. April 1672 auf Schloss Moritzburg in Zeitz; † 20. August 1672 ebenda), Prinzessin von Sachsen-Zeitz

Nachdem auch seine zweite Gemahlin gestorben war, heiratete er zum dritten Mal und zwar am 14. Juni 1676 in Wiesenburg bei Zwickau Sophie Elisabeth, Tochter des Herzogs Philipp Ludwig von Schleswig-Holstein-Sonderburg-Wiesenburg aus dessen Ehe mit Anna Margarete von Hessen-Homburg. Diese Ehe blieb allerdings kinderlos.

## Vorfahren
| Ahnentafel Moritz von Sachsen-Zeitz | Ahnentafel Moritz von Sachsen-Zeitz                                                               | Ahnentafel Moritz von Sachsen-Zeitz                                                               | Ahnentafel Moritz von Sachsen-Zeitz                                                                 | Ahnentafel Moritz von Sachsen-Zeitz                                                                 | Ahnentafel Moritz von Sachsen-Zeitz                                                                       | Ahnentafel Moritz von Sachsen-Zeitz                                                                       | Ahnentafel Moritz von Sachsen-Zeitz                                                                       | Ahnentafel Moritz von Sachsen-Zeitz                                                                       |
| ----------------------------------- | ------------------------------------------------------------------------------------------------- | ------------------------------------------------------------------------------------------------- | --------------------------------------------------------------------------------------------------- | --------------------------------------------------------------------------------------------------- | --- | --- | --- | --- |
| Ururgroßeltern                      | Herzog Heinrich der Fromme (1473–1541) ⚭ 1512 Katharina von Mecklenburg (1487–1561)               | König Christian III. (1503–1559) ⚭ 1525 Dorothea von Sachsen-Lauenburg (1511–1571)                | Kurfürst Joachim II. (1505–1571) ⚭ 1524 Magdalene von Sachsen (1507–1534)                           | Herzog Georg von Brandenburg-Ansbach (1484–1543) ⚭ 1525 Hedwig von Münsterberg-Oels (1508–1531)     | Markgraf Friedrich V. von Brandenburg (1460–1536) ⚭ 1479 Sofia Jagiellonka (1464–1512)                    | Fürst Erich I. (1470–1540) ⚭ 1525 Elisabeth von Brandenburg (1510–1558)                                   | Herzog Johann von Jülich-Kleve-Berg (1490–1539) ⚭ 1510 Maria von Jülich-Berg (1491–1543)                  | Kaiser Ferdinand I. (1503–1564) ⚭ 1521 Anna von Böhmen und Ungarn (1503–1547)                             |
| Urgroßeltern                        | Kurfürst August von Sachsen (1526–1586) ⚭ 1548 Anna von Dänemark (1532–1585)                      | Kurfürst August von Sachsen (1526–1586) ⚭ 1548 Anna von Dänemark (1532–1585)                      | Kurfürst Johann Georg von Brandenburg (1525–1598) ⚭ 1548 Sabina von Brandenburg-Ansbach (1529–1575) | Kurfürst Johann Georg von Brandenburg (1525–1598) ⚭ 1548 Sabina von Brandenburg-Ansbach (1529–1575) | Herzog Albrecht von Preußen (1490–1568) ⚭ 1550 Anna Maria von Braunschweig (1532–1568)                    | Herzog Albrecht von Preußen (1490–1568) ⚭ 1550 Anna Maria von Braunschweig (1532–1568)                    | Herzog Wilhelm V. (1516–1592) ⚭ 1546 Maria von Österreich (1531–1581)                                     | Herzog Wilhelm V. (1516–1592) ⚭ 1546 Maria von Österreich (1531–1581)                                     |
| Großeltern                          | Kurfürst Christian I. von Sachsen (1560–1591) ⚭ 1582 Sophie von Brandenburg (1568–1622)           | Kurfürst Christian I. von Sachsen (1560–1591) ⚭ 1582 Sophie von Brandenburg (1568–1622)           | Kurfürst Christian I. von Sachsen (1560–1591) ⚭ 1582 Sophie von Brandenburg (1568–1622)             | Kurfürst Christian I. von Sachsen (1560–1591) ⚭ 1582 Sophie von Brandenburg (1568–1622)             | Herzog Albrecht Friedrich von Preußen (1553–1618) ⚭ 1573 Marie Eleonore von Jülich-Kleve-Berg (1550–1608) | Herzog Albrecht Friedrich von Preußen (1553–1618) ⚭ 1573 Marie Eleonore von Jülich-Kleve-Berg (1550–1608) | Herzog Albrecht Friedrich von Preußen (1553–1618) ⚭ 1573 Marie Eleonore von Jülich-Kleve-Berg (1550–1608) | Herzog Albrecht Friedrich von Preußen (1553–1618) ⚭ 1573 Marie Eleonore von Jülich-Kleve-Berg (1550–1608) |
| Eltern                              | Kurfürst Johann Georg I. von Sachsen (1585–1656) ⚭ 1607 Magdalena Sibylle von Preußen (1586–1659) | Kurfürst Johann Georg I. von Sachsen (1585–1656) ⚭ 1607 Magdalena Sibylle von Preußen (1586–1659) | Kurfürst Johann Georg I. von Sachsen (1585–1656) ⚭ 1607 Magdalena Sibylle von Preußen (1586–1659)   | Kurfürst Johann Georg I. von Sachsen (1585–1656) ⚭ 1607 Magdalena Sibylle von Preußen (1586–1659)   | Kurfürst Johann Georg I. von Sachsen (1585–1656) ⚭ 1607 Magdalena Sibylle von Preußen (1586–1659)         | Kurfürst Johann Georg I. von Sachsen (1585–1656) ⚭ 1607 Magdalena Sibylle von Preußen (1586–1659)         | Kurfürst Johann Georg I. von Sachsen (1585–1656) ⚭ 1607 Magdalena Sibylle von Preußen (1586–1659)         | Kurfürst Johann Georg I. von Sachsen (1585–1656) ⚭ 1607 Magdalena Sibylle von Preußen (1586–1659)         |
| Moritz von Sachsen-Zeitz            |                                                                                                   |                                                                                                   | | | | | | |